# James Brander
James Alan Brander, né en 1953, est un économiste canadien, professeur de commerce international en Asie-Pacifique à l'université de la Colombie-Britannique. Aux côtés de Tracy R. Lewis, il est l'auteur d'un article fondamental paru en 1986, intitulé The American Economic Review, sur Oligopoly and Financial Structure : The Limited Liability Effect, et a publié plusieurs travaux sur le commerce international, en particulier le modèle Brander-Spencer, avec Barbara Spencer, dans lequel un gouvernement peut améliorer le bien-être national en subventionnant les entreprises nationales pour les aider à faire face à la concurrence des marchés étrangers.

## Formation et travail
Brander a fait ses études de premier cycle au campus de Point Grey de l'université de la Colombie-Britannique, au département d'économie, en 1975, qui est parmi les meilleurs au Canada ; il a ensuite obtenu une maîtrise (1978) et un doctorat (1979) de l'université Stanford,. Il a été professeur adjoint au département d'économie de l'Université Queen's de 1979 à 1984 avant de revenir à l'université de Colombie-Britannique.
L'article qu'il a rédigé en 1981 avec Barbara Spencer, intitulé Tariffs and the Extraction of Foreign Monopoly Rents Under Potential Entry, remporte le prix Harry Johnson de la Revue canadienne d'économique. En 1998, les travaux de Brander avaient été cités plus de 1 000 fois. Il a été rédacteur en chef de la Revue canadienne d'économique de 1997 à 2001, et corédacteur du Journal of International Economics de 1990 à 1996, ainsi que chercheur associé au National Bureau of Economic Research de 1983 à 2002,. Il a été président de l'Association canadienne d'économie (ACE) en 2009-2010 et a reçu la plus haute distinction académique de l'association lorsqu'il en est devenu membre.

### Théorie économique
Brander et Lewis ont proposé un modèle de duopole dans lequel ils exposent qu'il pourrait être rationnel pour les dirigeants d'une entreprise de s'endetter à un degré qui serait socialement dysfonctionnel. Dans ce modèle, la direction peut délibérément s'endetter afin de faire coïncider ses intérêts avec ceux des actionnaires et de poursuivre, avec leur soutien, une stratégie risquée à faible marge et à rendement élevé, susceptible de lui faire gagner des parts de marché. Ce pari a une chance de réussir si l'autre duopole est peu risqué et préfère quitter le marché plutôt que de s'engager dans une guerre des prix. En revanche, si les deux duopoleurs adoptent la même approche, le résultat est qu'ils sont tous deux moins bien lotis que si aucun d'entre eux ne l'avait fait. De plus, ce résultat aura une utilité sociale négative - le marché affecté ressemblera à l'industrie récente du transport aérien en Amérique du Nord.

## Vie privée
Brander a grandi à Victoria, en Colombie-Britannique. Sa femme est sa collaboratrice, Barbara Spencer, qu'il a rencontrée alors qu'ils étaient à l'université Queen's. Il est fan de hockey, et a écrit une analyse mathématique sur l'équipe de hockey de Vancouver.